# Socotroniscus sacciformis
Socotroniscus sacciformis är en kräftdjursart som beskrevs av Franco Ferrara och Stefano Taiti1996. Socotroniscus sacciformis ingår i släktet Socotroniscus och familjen Trachelipodidae. Inga underarter finns listade i Catalogue of Life.